# Jackie Oliver
Jackie Oliver (n. 14 august 1942, Greater London, Anglia, Regatul Unit) este un fost pilot englez de Formula 1, iar mai apoi co-fondator al echipei Arrows.
1. ↑  Jackie Oliver